# هیدکی ساهارا
هیدکی ساهارا (انگلیسی: Hideki Sahara؛ زادهٔ ۱۵ مهٔ ۱۹۷۸) بازیکن فوتبال اهل ژاپن است.
از باشگاه‌هایی که در آن بازی کرده‌است می‌توان به باشگاه فوتبال توکیو، باشگاه فوتبال کاوازاکی فرونتال، و باشگاه فوتبال گرمیو اشاره کرد.